# Ritchie De Laet
Ritchie Ria Alfons De Laet (Antuérpia, 28 de Novembro de 1988) é um jogador de futebol belga. Joga como zagueiro, em 2009 foi contratado pelo Leicester City e esteve emprestado ao Middlesbrough na última temporada, conquistando o acesso à Premier League e sendo campeão por ambos os clubes ao mesmo tempo.
Atualmente, joga pelo Antwerp.

## Carreira

### Stoke City
Nascido em Antuérpia, começou sua carreira pelo Royal Antwerp. Em agosto de 2007, chegou a assinar com o Stoke City (no momento estava na Championship) por um contrato de três anos por 100 mil libras. Em julho de 2008, juntou-se ao Bournemouth, jogando seu primeiro jogo contra o Portsmouth, na derrota por 4-1. Todavia, acabou voltando ao Stoke. Em outubro do mesmo ano, juntou-se ao Wrexham na Conference National, cujo acordo era de um mês de empréstimo, debutou na vitória por 2-0 contra os Lewes na liga. Jogou três vezes ainda por este clube até passar por uma cirurgia para operar da hérnia.

### Manchester United
Em Janeiro de 2009, assinou com os Red Devils por 3 temporadas, o seu salário seria definido pelo desempenho em campo. Já jogou pelos Reserves do Manchester United e participo do Torneo Calcio Memorial Claudio Sassi-Sassuolo; jogando três das cinco partidas marcando seu gol de pênalti nos 5-3 contra o Modena, o qual levou à final que venceram o Ajax por 1-0. Participou pela primeira vez no time titular contra o Hull City em 24 de Maio de 2009, como lateral-esquerdo. Jogou 3 vezes na Copa da Liga contra Wolverhampton Wanderers e Barnsley no 3º e 4º como titular e iniciou contra o Tottenham na quinta. Jogou sua primeira partida contra os Wolves na Premier League em 15 de dezembro. Sua 2ª partida foi contra o Fulham na derrota por 3-0. Em 4 de maio de 2010 foi eleito como o jogador do ano pelos Reserves.
Em Setembro de 2010 foi emprestado emergencialmente ao Sheffield United por 30 dias por causa das lesões que afligiram os zagueiros dos Blades por algumas semanas. Ao término do contrato, retornou ao Old Trafford após seis aparições pelo clube
Em 17 de novembro de 2010 foi emprestado ao Preston North End por 4 semanas e em 14 de janeiro de 2011 foi emprestado ao Portsmouth até o final da temporada 2011-12.

#### Empréstimo ao Norwich
Em junho de 2011, De Laet foi emprestado ao recém promovido à Premier League de 2011-12. Debutou no empate contra o Wigan, inclusive causando o pênalti do adversário, porém se redimiu ao bloquear várias das acometidas do adversário durante a partida. Marcou em 21 de agosto o seu primeiro gol no empate em 1-1 contra seu antigo clube, o Stoke City. Se lesionou e retornou no final de dezembro na derrota para os Spurs por 2-0, retornando em meados de janeiro quando os Canários suspenderam seu empréstimo.

### Leicester City
Em 12 de Maio de 2012, assinou por 3 anos com os Foxes, juntamente com Matty James que vinha do United e que assinou no mesmo dia que ele. De Laet marcou na surra por 6-1 contra o Huddersfield Town em 1º de janeiro de 2013. Marcou o seu segundo contra o Burton Albion na 1ª fase da FA Cup. Apareceu 46 vezes na equipe.

#### Empréstimo ao Middlesbrough
Juntou-se ao Boro na campanha deles para voltar à Premier League, foi promovido junto com a equipe após o empate contra o Brighton and Hove Albion, sendo o único a alcançar o título da Premier League e da Championship na mesma temporada (sendo que havia jogado 12 vezes pelos Foxes antes de ser emprestado)

### Aston Villa
Em 23 de agosto de 2016, assinou um contrato de três anos com o Aston Villa para a disputa da Championship na temporada. No dia 23 de janeiro de 2018 voltou ao Royal Antwerp por empréstimo até o fim da temporada. Foi emprestado ao Melbourne City da liga australiana em setembro de 2018, chegando a marcar 7 gols.
No final da temporada 2018-19 rescindiu o contrato com os Villains.

### Royal Antwerp (retorno)
No dia 29 de junho de 2019, após ser liberado pelo Aston Villa, assinou permanentemente com o clube belga.
De Laet foi parte do esquadrão campeão do campeonato belga na temporada 2022/23, feito este conquistado após 66 anos.

## Títulos
Leicester City
- EFL Championship: 2013–14
- Premier League: 2015–16

Royal Antwerp
- Campeonato Belga: 2022–23
- Copa da Bélgica: 2019–20, 2022–23